# Adelfons Henderickx
Pierre Jean Alphonse Henderickx, roepnaam Adelfons, (Antwerpen, 7 september 1867 - aldaar, 24 juni 1949) was een Belgisch advocaat, krantenuitgever en politicus voor de Meetingpartij, het Vlaamsche Front en het VNV.

## Levensloop
Tijdens zijn middelbare studies aan het jezuïetencollege in Antwerpen, was hij een van de gangmakers van de flamingantische leerlingenbeweging in het Antwerpse. Vanaf 1885 studeerde hij rechten aan de Katholieke Universiteit Leuven en hij onderscheidde er zich als radicale flamingant en als stichter van het studentenblad Ons Leven. Hij was een voorstander van de samenwerking van katholieke flaminganten met vrijzinnigen ten voordele van de Vlaamse zaak.
Hij promoveerde in 1890 tot doctor in de rechten en vestigde zich als advocaat in Antwerpen. Hij combineerde dit van 1899 tot 1906 met een baan in de Kamer van volksvertegenwoordigers. Hij engageerde zich in Antwerpen in talrijke katholieke en onpartijdige Vlaamse strijdverenigingen. Tevens was hij in 1899 medestichter van het Vlaamsgezind weekblad Ons Recht, waarvan hij jarenlang redactielid was. 
Van 1903 tot 1919 was hij gemeenteraadslid van Antwerpen. Hij hield er toezicht op de toepassing van de taalwetgeving, bestreed het Frans spreken in de gemeenteraad en verzette zich tegen het verlenen van toelagen aan Franstalige activiteiten. 
In 1906 werd hij verkozen tot lid van de Kamer van volksvertegenwoordigers voor het arrondissement Antwerpen op een lijst van het Katholiek Democratisch Verbond - de arbeidersvleugel binnen de Meetingpartij - en vervulde dit mandaat tot in 1919. Hij diende talrijke Vlaamsgezinde amendementen in of hield interpellaties, was tegenstander van de algemene dienstplicht en steunde de acties van het trio Frans Van Cauwelaert - Louis Franck - Camille Huysmans.
Hij evolueerde verder tijdens de Eerste Wereldoorlog en werd activist. Dit was vooral een gevolg van de groeiende anti-Vlaamse invloed van liberalen en socialisten in de tijdens de oorlog gestichte hulporganisaties, van de geruchten van hun nakende opname in de regering en het succes van hun persorganen in het bezette gebied. Van 1916 tot 1918 was hij voorzitter van de Bond tot bevordering van de Vlaamsche Hogeschool te Gent. Eveneens was hij medestichter van het weekblad De Eendracht en in 1917 van de Antwerpse katholieke activistische vereniging Per Crucem ad Ludem.
In augustus 1918 werd hij in opvolging van Florimond Heuvelmans secretaris-generaal van het ministerie van justitie. Hoewel hij ver van de Raad van Vlaanderen was gebleven en altijd het herstel van de Belgische onafhankelijkheid wenste, werd zijn activisme onvermijdelijk bestraft. Hij werd in november 1919 veroordeeld tot tien jaar hechtenis, waarvan hij er drie uitzat, en hij werd geschrapt als advocaat. Na zijn voorwaardelijke vrijlating in mei 1921 werd hij verzekeringsagent.
Hij sloot zich aan bij de Frontpartij, waarvan hij in het bestuur van de Antwerpse afdeling zat, en stond bij de Bormsverkiezing in 1928 op de lijst als plaatsvervanger. Hij was echter zijn burgerrechten ontnomen en kon al evenmin als August Borms in het parlement zetelen. 
In 1929 werd hij voorzitter van de nv Dagblad De Schelde. Ook trad hij toe tot de Stichting ter bevordering van de Nederlandsche Beschaving, de uitgever van deze krant. In 1934, toen de krant in handen kwam van het VNV, nam hij ontslag, aangezien hij het met de principes van die partij oneens was. Hij bleef werkzaam binnen de Frontpartij en verzette zich tegen een samenwerking met het VNV.
Tijdens de Tweede Wereldoorlog trad hij nochtans toch tot het VNV toe en werd hij lid van de zogenaamde Bormscommissie, die schadevergoedingen en herstel in rechten toekenden aan oud-activisten. Na de oorlog werd hij veroordeeld tot vijftien jaar hechtenis en tot het betalen van een schadevergoeding van 1 miljoen frank. Hij kwam vrij na vijftien maanden opsluiting in Merksplas en bracht zijn laatste levensjaren door in grote armoede.

## Publicatie
- (onder het pseudoniem Ad. Van der Heyde,) Drie jaren in een Belgische Bastille, Excelsior, Brugge, 1924.